# Micriantha violacea
Micriantha violacea là một loài bướm đêm trong họ Noctuidae.